# Iquitos
Iquitos város Peru északkeleti részén, Maynas tartomány és egyben Loreto megye székhelye. Az Iquitosi apostoli vikariátus székvárosa. Az Amazonas medencéjében fekszik az Amazonas, Nanay és Itaya folyók mentén. Lakossága 2012-es becslés alapján 422 ezer fő volt.
A város ma kereskedelmi, kulturális és ipari központ, az Amazonas fontos kikötője. Iparágai fát, kőolajat, földgázt, élelmiszert dolgoznak fel.

## Története
A területet már évszázadok óta lakták az indiánok. Amikor 1864-ben a területre látogatott Ramón Castilla marsall, megkapta a városi rangot, és egyben megyeszékhellyé is vált. A 19. század folyamán a Brazília irányába folytatott kereskedelem erősödött legjobban, majd 1880-tól, a kaucsuktermelés következtében a város még nagyobb fellendülése indult meg. A meggazdagotott kaucsukkereskedők villáit Európából hozatott macskakövekkel és mozaikokkal díszítették: ebből az időből származik például a mór stílusú egykori Palace szálloda és a Gustave Eiffel által tervezett Casa de Fierro („Vasház”). 1938-ban megindult a kőolaj kitermelése is: az ezt követő időszakban Iquitos az Amazonas folyónak köszönhetően szorosabb kapcsolatban állt Európával, mint az Andok túloldalán fekvő perui fővárossal, Limával.